# 두정륜
두정륜(杜正倫, ? ~ 658년?)은 중국 당나라 전기의 관료로, 당 고종 연간 중에 재상을 지냈다. 상주(相州, 지금의 하북성 한단시) 출신.
일찍이 조정에서 중서시랑(中書侍郞), 태자좌서자(太子左庶子) 등의 관직을 맡았다가 태자 이승건의 사건에 휘말려 교주도독(交州都督)으로 좌천되었다.